# Gnadenkirche Tidofeld

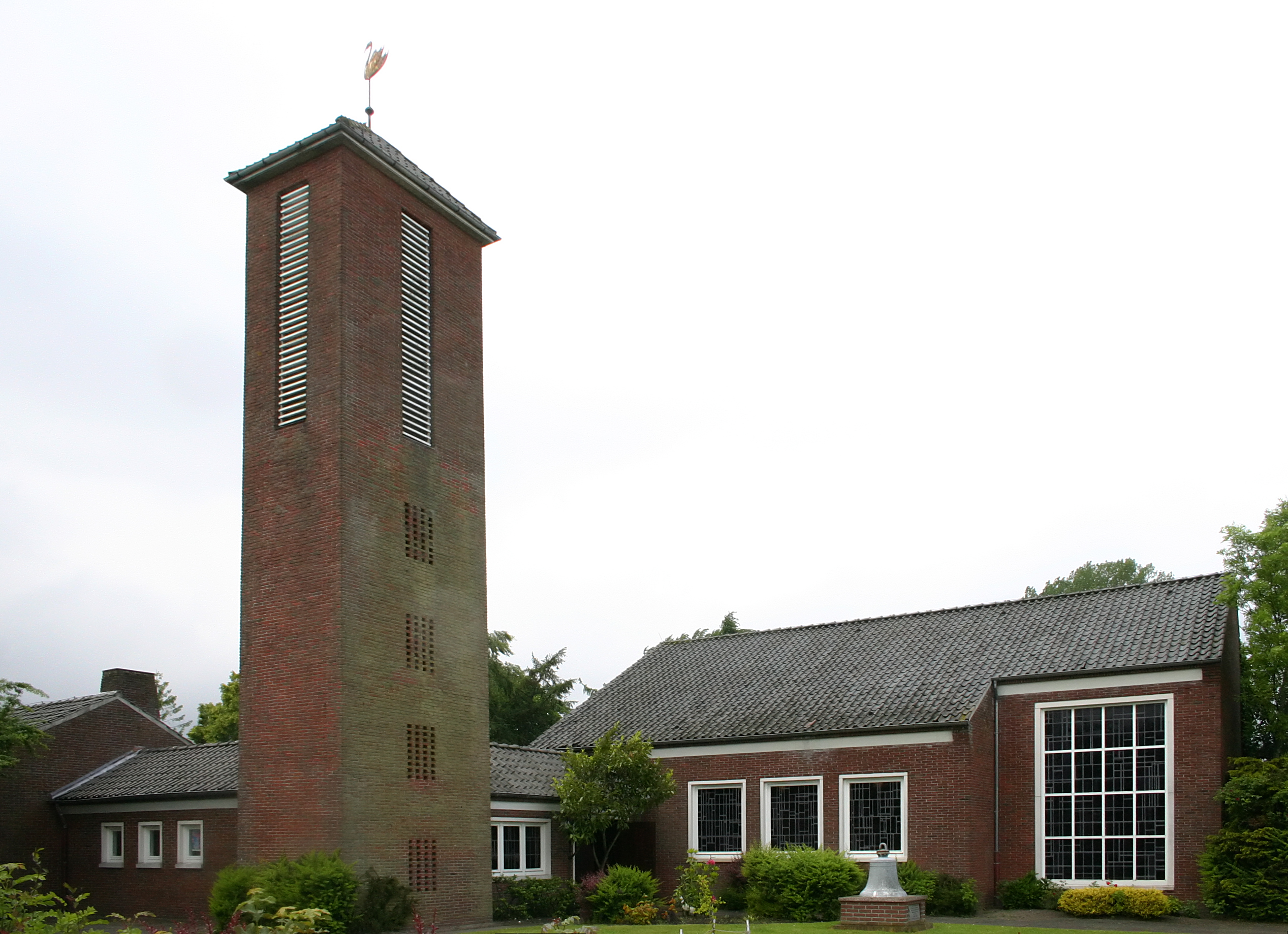
Gnadenkirche Tidofeld

Die Gnadenkirche Tidofeld wurde 1961 im gleichnamigen Ortsteil der ostfriesischen Stadt Norden an Stelle einer Barackenkirche erbaut. Heute befindet sich in ihr die Dokumentationsstätte zur Integration der Flüchtlinge und Vertriebenen in Niedersachsen und Nordwestdeutschland.

## Geschichte
Das Areal, auf dem die Kirche steht, diente seit Ende der 1930er Jahre als Ausbildungs- und Durchgangslager für Marinesoldaten. Nach Ende des Zweiten Weltkrieges richtete die Stadt Norden dort ein Flüchtlingslager ein. Dieses wurde 1946 bis 1960 von durchschnittlich 1.200 Vertriebenen und Flüchtlingen bewohnt. Insgesamt haben etwa 6.000 Menschen das Lager Tidofeld durchlaufen.
Bereits im Jahr 1946 richteten die Bewohner in einer Baracke eine ökumenische Kirche ein, die 1961 durch den heutigen Bau ersetzt wurde, der als evangelisch-lutherische Kirche für rund 1000 Gemeindeglieder diente. Der Kirchenraum hat eine Fläche von 167 Quadratmetern, der dazugehörige Gemeindesaal eine Fläche von 38 Quadratmetern. Sie gilt wegen ihrer Größe und Lage inmitten einer Vertriebenensiedlung als eine der bemerkenswerten Vertriebenenkirchen Deutschlands. Um die Jahrtausendwende sank die Zahl der Gottesdienstbesucher, so dass der Kirchenkreis Norden – nach Übernahme des Gebäudes von der Norder Ludgerigemeinde – im Jahre 2005 eine Umnutzung zur Dokumentationsstätte für die Integration der Flüchtlinge und Vertriebenen in Niedersachsen und Nordwestdeutschland beschloss.

## Dokumentationsstätte
Seit 2005 arbeitete eine Projektgruppe des evangelisch-lutherischen Kirchenkreises Norden unter Leitung von Superintendent Helmut Kirschstein an der Realisierung des Projekts. Das Vorhaben war von Anfang an überparteilich und überkonfessionell ausgerichtet. Zu den namentlichen Unterstützern gehörten Landtags- und Bundestagsabgeordnete von CDU, FDP, SPD und GRÜNE. Im Jahr 2007 ermöglichte die Hannoversche Landeskirche mit Pastor Anton Lambertus die Anstellung eines hauptamtlichen Geschäftsführers. 2009 wurde die Projektgruppe in den gemeinnützigen Verein Gnadenkirche Tidofeld e.V. überführt. 1. Vorsitzender ist seither Superintendent Helmut Kirschstein, 2. Vorsitzender der Journalist und Buchautor Johann Haddinga, wissenschaftlicher Leiter Bernhard Parisius vom Niedersächsischen Landesarchiv (Standort Aurich). Institutionelle Gründungsmitglieder sind neben dem evangelisch-lutherischen Kirchenkreis Norden die Stadt Norden, der Landkreis Aurich und das römisch-katholische Bistum Osnabrück. Nach acht Jahren Vorbereitung konnte die Dokumentationsstätte am 2. November 2013 mit einem Festgottesdienst eingeweiht werden. Die Festpredigt hielt der hannoversche Landesbischof Ralf Meister, die Festrede trug der ehemalige niedersächsische Kultusminister und Landtagspräsident Rolf Wernstedt vor.
Die Präsentation der Dokumentationsstätte Gnadenkirche Tidofeld erfolgt mit Hilfe von Zeitzeugeninterviews: Persönliche Erfahrungen der Jahre 1945–1960 werden über zahlreiche Bildschirme mit modernster Touchscreen-Technik lebendig. Zugehörige Exponate – private Dinge des Alltags, die häufig den langen Fluchtweg begleiteten und auch nach der Ankunft wichtig blieben – illustrieren das Erzählte. Ein Wandfries mit Daten, Fakten und Hintergründen hilft zur globalen Einordnung. Das Modell des Flüchtlingslagers Tidofeld, kombiniert mit historischen Fotografien, lässt die Dimensionen des Lagerlebens erahnen. Schließlich präsentiert eine Station „Ausblick“ aktuelle Filme zum Thema Flucht, Vertreibung, Integration und gibt Beispiele für die gesellschaftliche wie kirchliche Herausforderung angesichts globaler Migrationsbewegungen der Gegenwart.

## Deutsch-polnischer Jugendaustausch
Mit dem Projekt Gnadenkirche Tidofeld verbindet sich die Bemühung um internationale Friedens- und Versöhnungsarbeit. Unter der Federführung des Historikers Zbigniew Kullas kommt es seit 2009 zu deutsch-polnischen Jugendbegegnungen, die sich an gemeinsamen Theaterprojekten festmachen – beispielsweise „Ein Dichter darf nicht schweigen“ aus Anlass des Kriegsbeginns vor 70 Jahren, mit zweisprachigen Texten und Liedern der Kriegs- und Nachkriegszeit, präsentiert in Norden und in Miastko, dem ehemaligen Rummelsburg.

## Schirmherrschaft
Für die Schirmherrschaft konnte seit 2008 wiederholt geistliche wie politische Prominenz gewonnen werden. Die geistliche Schirmherrschaft übernahm zunächst die damalige Hannoversche Landesbischöfin Margot Käßmann, in ihrer Nachfolge seit Mai 2011 Landesbischof Ralf Meister. Erster gesellschaftspolitischer Schirmherr war der damalige niedersächsische Ministerpräsident Christian Wulff. Ihm folgte David McAllister (beide CDU), bevor im April 2013 Ministerpräsident Stephan Weil (SPD) das Ehrenamt übernahm.

## Baudenkmal
Seit Mitte 2007 steht die Gnadenkirche Tidofeld unter Denkmalschutz. Das Gebäude ist auch unter kunsthistorischen Aspekten sehenswert: Max Herrmann (Oldenburg), Meisterschüler von Otto Dix und Max Beckmann, schuf die beeindruckenden Glasfenster im Bereich des Eingangs, der ehemaligen Sakristei, des ehemaligen Chorraums und der durch den Umbau nivellierten Empore. Die farbenfrohe Rosette in der Westfassade ziert nun auch das Logo der Dokumentationsstätte Gnadenkirche Tidofeld.